# 硝酸酯

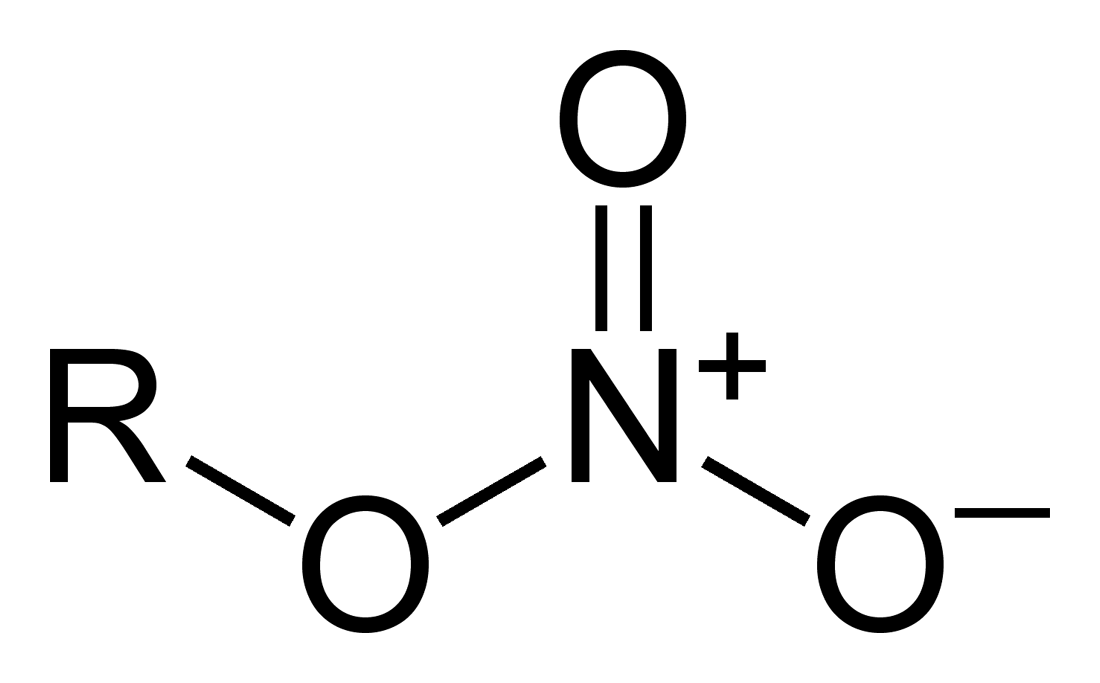
硝酸酯的结构通式。

硝酸酯，通式为R-ONO2，是一类有机含氮化合物。硝酸酯是爆炸性很强的炸药，特别是多元醇的多硝酸酯如季戊四醇四硝酸酯和甘油三硝酸酯（硝化甘油）都是爆炸力很强的炸药。硝酸酯也是一类药物。

## 性质
酸和碱都可以使硝酸酯分解。J. W. Baker提出硝酸酯在碱性介质中可以发生三种反应：
1. SN2亲核取代，生成醇；
2. β-氢消除，生成烯和 NO3− 离子；
3. α-氢消除（ECO2），生成羰基化合物和 NO2− 离子。

有些硝酸酯在用硫酸或含有硝酸的硫酸水溶液水解时，能发生酯交换生成硫酸酯。
硝酸酯在用氢化铝锂的醚溶液还原时得到原来的醇。若用乙醇钠或叔丁醇钾处理，则生成氮羧酸盐（=N(→O)-ONa），这使硝酸酯可作为硝化剂来硝化有活性亚甲基的化合物。
而一些硝酸酯很不稳定，以中间体的形式存在，如硝酸苯酯一生成便发生重排反应。

## 制取
由硝酸和硫酸混酸作用于醇得到。醇的O-硝化是可逆的。硝化机理较为复杂。

## 例子
- 硝酸甲酯
- 硝酸乙酯
- 硝酸异丙酯
- 过氧乙酰硝酸酯
- 季戊四醇四硝酸酯
- 甘油三硝酸酯（硝化甘油）
- 甘露糖醇六硝酸酯
- 乙二醇二硝酸酯
- 二乙二醇二硝酸酯
- 赤藓醇四硝酸酯
- 硝酸异山梨酯
- 硝酸纤维素